# Avadjara
Avadjara (en georgiano: ავადჰარა; en abjasio: Ауадҳара, romanizado: Awadhara) es un balneario que pertenece a la parcialmente reconocida República de Abjasia, parte del distrito de Gudauta, aunque de iure pertenece al municipio de Gudauta de la República Autónoma de Abjasia de Georgia.

## Geografía
Avadjara está a 18 km del lago Ritsa dentro de la reserva natural de Ritsa, a unos 75 kilómetros de la ciudad de Gudauta.
El resort está rodeada de bosques de abetos, pinos y hayas.

### Clima
La temperatura es templada en verano y los inviernos moderadamente fríos; la temperatura media es sobre los 18 °C en agosto y -1 °C en enero.

## Economía
Avadjara es famosa por sus manantiales minerales, cascada de sulfuro de hidrógeno con agua cristalina, hermosos lagos a la altura de los prados alpinos. Actualmente, solo uno de los manantiales está equipado; el agua se envía a Sujumi a la planta embotelladora de agua mineral.

## Infraestructura

### Arquitectura, monumentos y lugares de interés
En la zona de Avadjara se encuentran varios nacimientos de aguas medicinales, lo que dio origen a un balneario terapéutico en las cercanías del lago Ritsa. A 16 kilómetros del lago se encuentra la fuente más importante de aguas medicinales conocida como N.º 1, de la que fluye el agua a 9 °C, y es utilizada para terapias estomacales y digestivas, en donde se embotellan para su distribución y venta.

## Galería

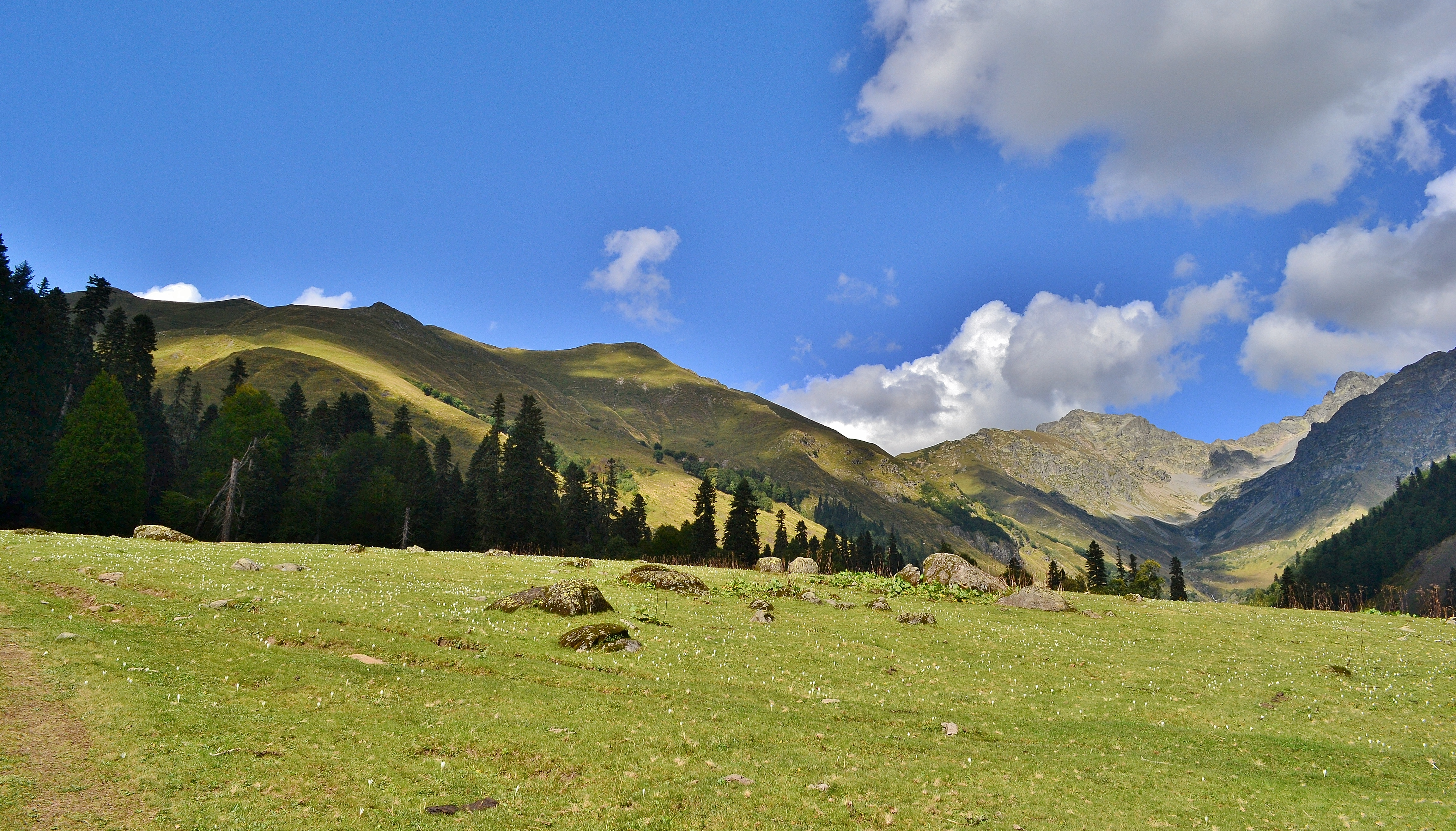
Avadjara
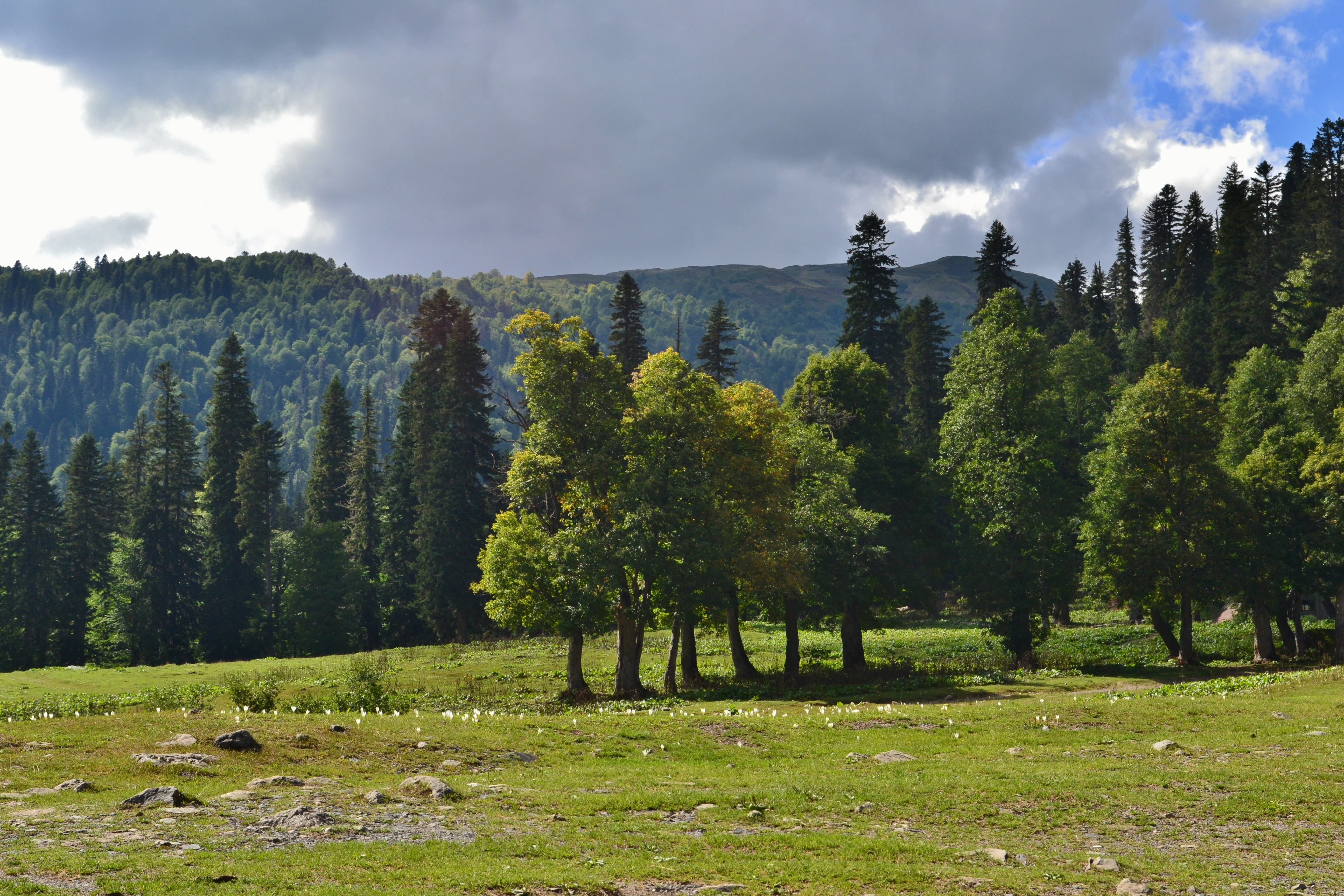
Valle de manantiales
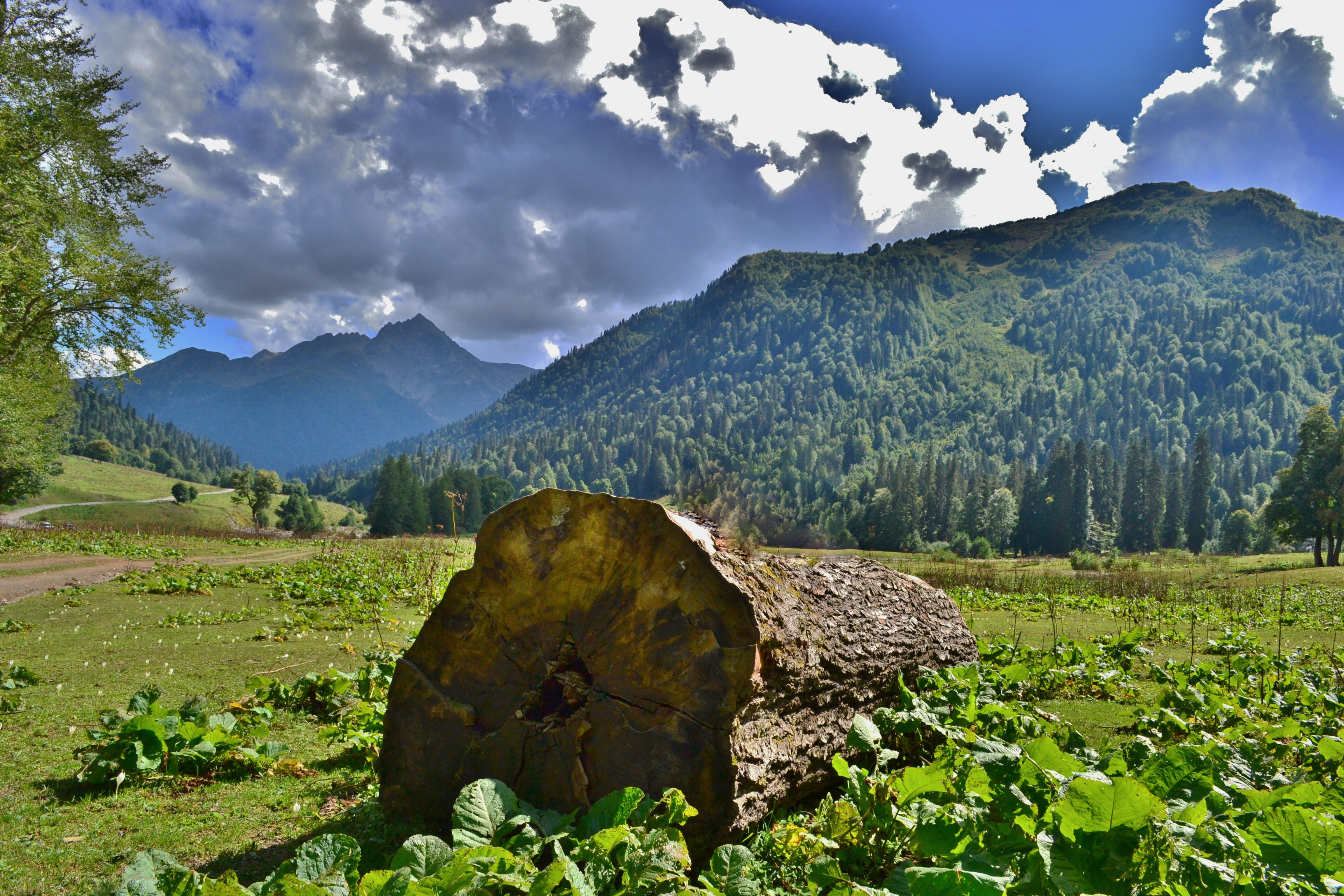
Valle de manantiales
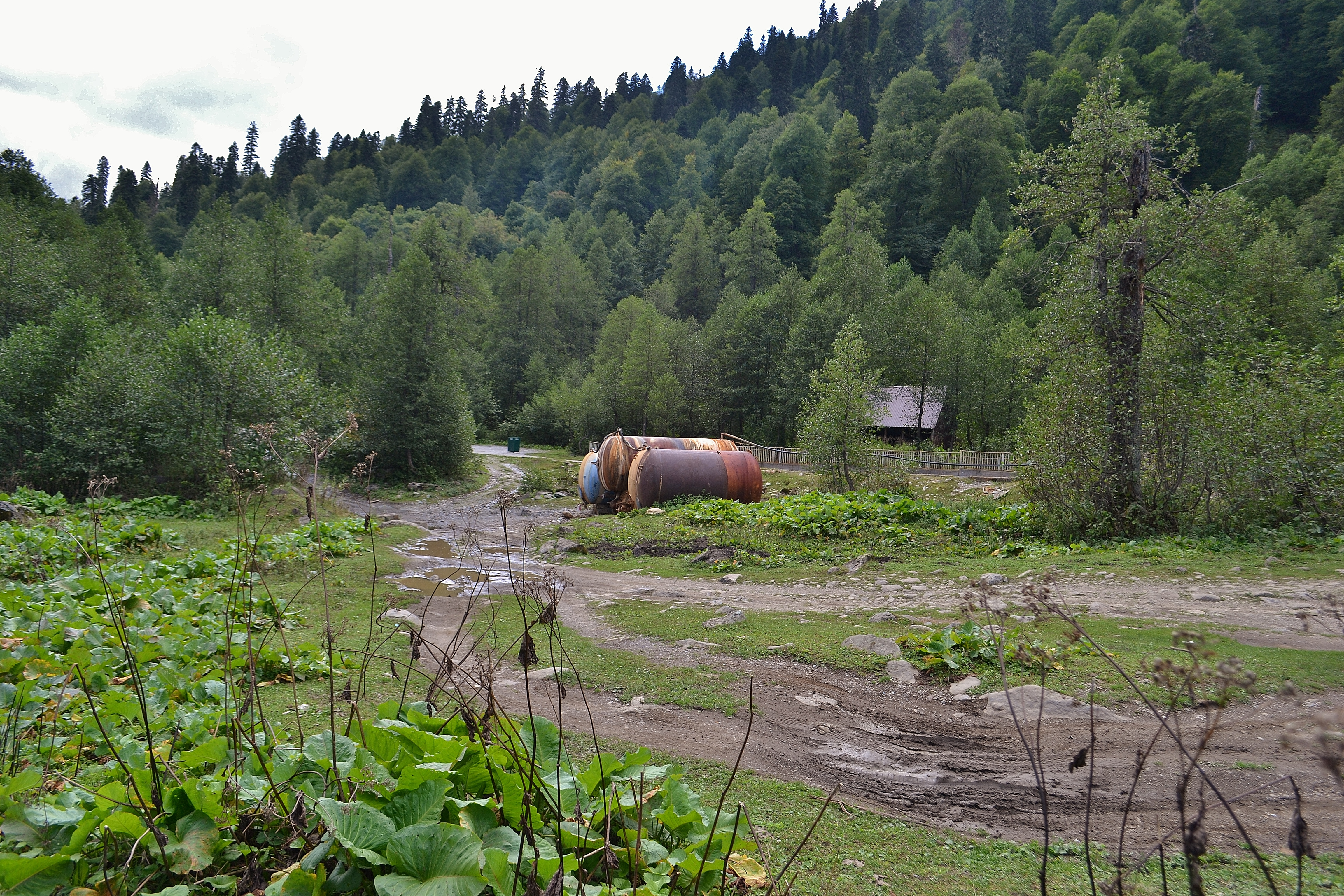
Los tanques con agua mineral
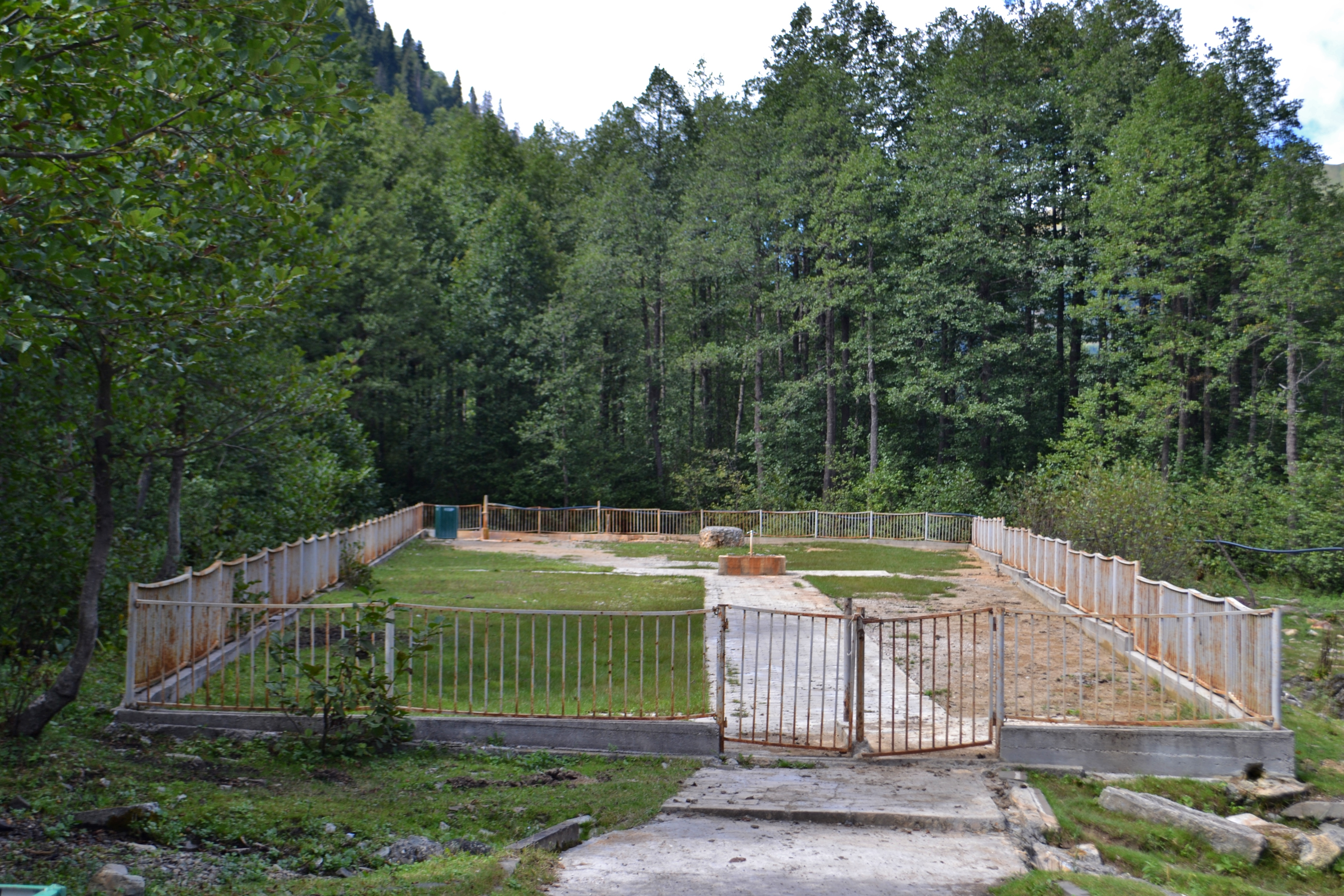
Fuente de agua mineral para uso industrial